# Urbanización cerrada

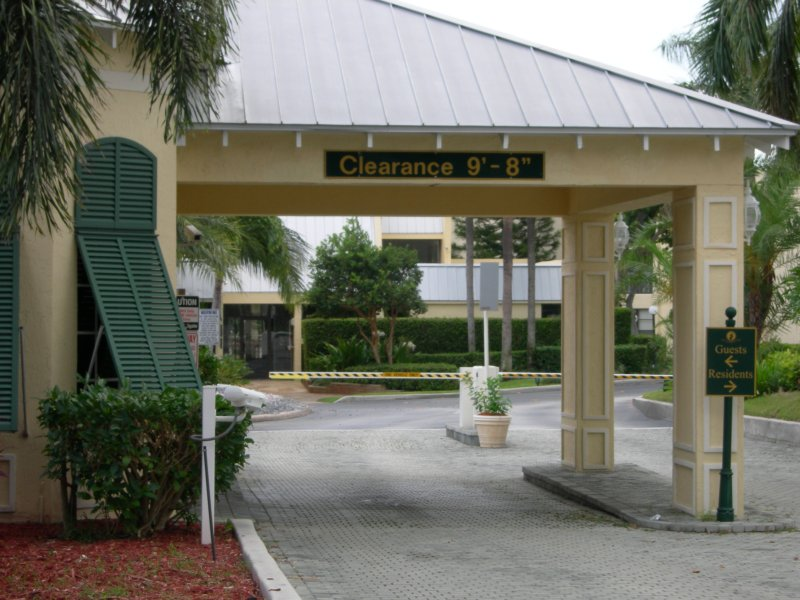
Entrada de una Gated Community (Boca Bayou condominiums en Boca Ratón, Florida).

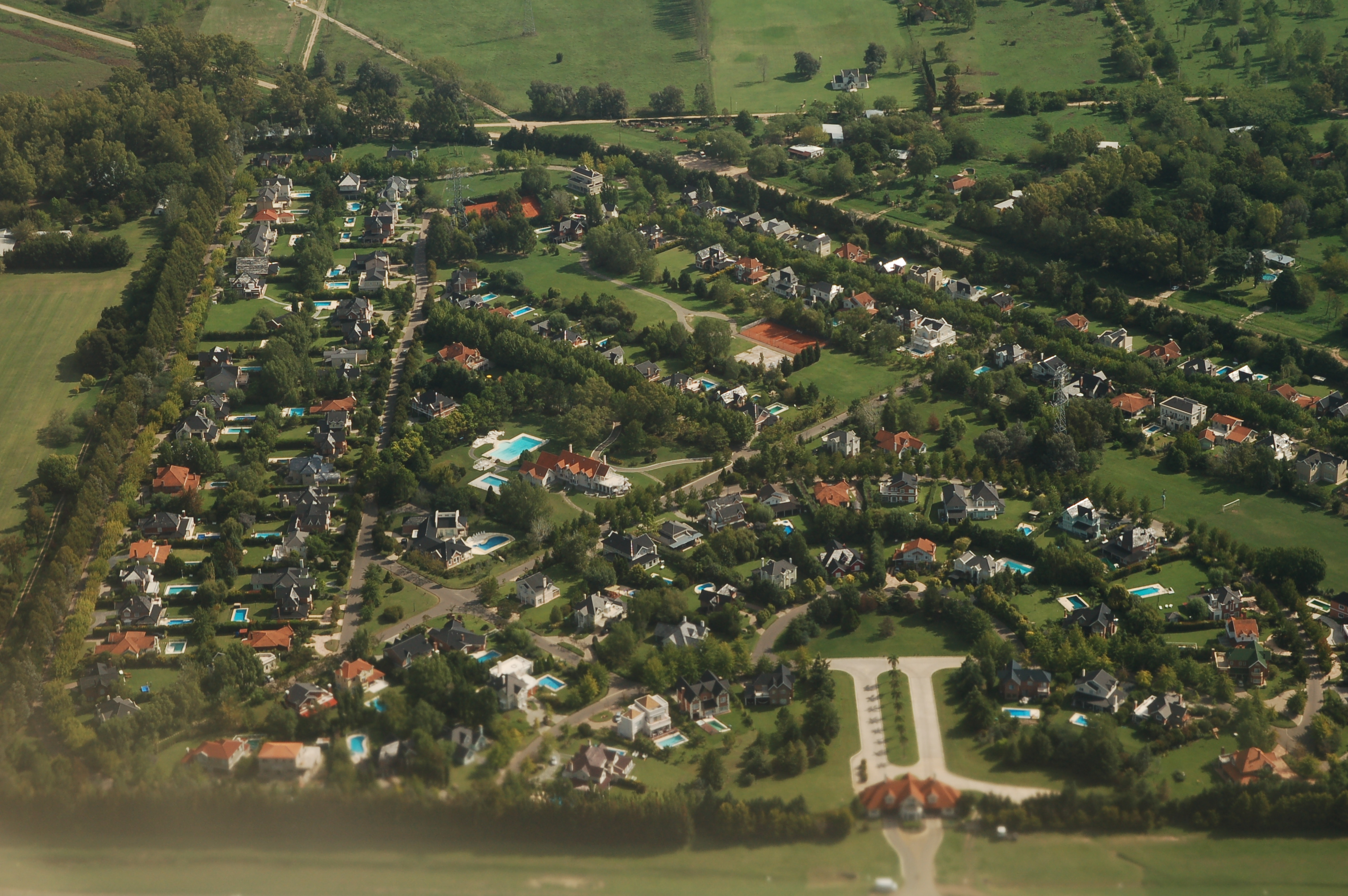
Un barrio cerrado se llueve y se inunda en Ezeiza, en el aglomerado Gran Buenos Aires, Argentina.

Una urbanización cerrada —del inglés gated community—, también conocida como barrio cerrado o privado, country o country club (en Argentina); ciudadela cerrada o privada, colonia privada (en México); urbanización privada o conjunto residencial (en Venezuela); condominio, conjunto, conjunto cerrado o residencial (en Colombia), entre otras denominaciones según el país, es una forma especial de barrio residencial, cuyo ordenamiento y vialidad es de orden privado, que cuenta además con un perímetro definido por muros o rejas y con entradas controladas por un servicio de seguridad, el cual se encarga de comprobar la identidad de los visitantes y anunciarlos.
Una urbanización cerrada tiene por lo general pequeñas calles residenciales, con sus propias normas de tránsito, donde sólo es permitido circular a baja velocidad para evitar accidentes y los típicos ruidos molestos de la ciudad. Además, los barrios más grandes suelen tener áreas de uso común o amenities, tales como clubhouses, áreas comerciales, canchas deportivas, piscinas, parques infantiles, campos de golf, spas, iglesias, escuelas, puertos deportivos y hasta helipuertos, entre otras. Su target varía desde personas o familias de clase media-típica y clase media-alta, hasta las de clases altas.
Aunque se las llama comunidades, no existen pruebas que indiquen que el capital social que contienen sea mayor o mejor que el de cualquier otra forma de desarrollo residencial. Habida cuenta de su conformación tipo enclave, aisladas del resto de la ciudad, es más probable que este tipo de urbanizaciones tenga consecuencias negativas para el conjunto de aportes de capital social de toda la comunidad.
Sus moradores deben cancelar mensualmente una cuota como pago por derecho de uso de las áreas comunes de la misma, lo que se conoce comúnmente con el nombre de «condominio» (al igual que en un edificio residencial de apartamentos).

## Tamaño
El tamaño varía enormemente. Existen edificios de apartamentos vigilados por un servicio de seguridad y también grandes barrios cerrados con más de 100.000 habitantes que poseen su propia infraestructura (centros comerciales, áreas comunes, escuelas, hospitales y hasta edificios de oficina).

## Categorías
- Prestige Communities: Preferidas por familias adineradas que desean vivir entre los suyos.
- Lifestyle Communities: En estos barrios viven más que nada ciertas clases sociales que persiguen los mismos intereses. (Golf Communities, Pensionistas, etc.)

## Legalidad

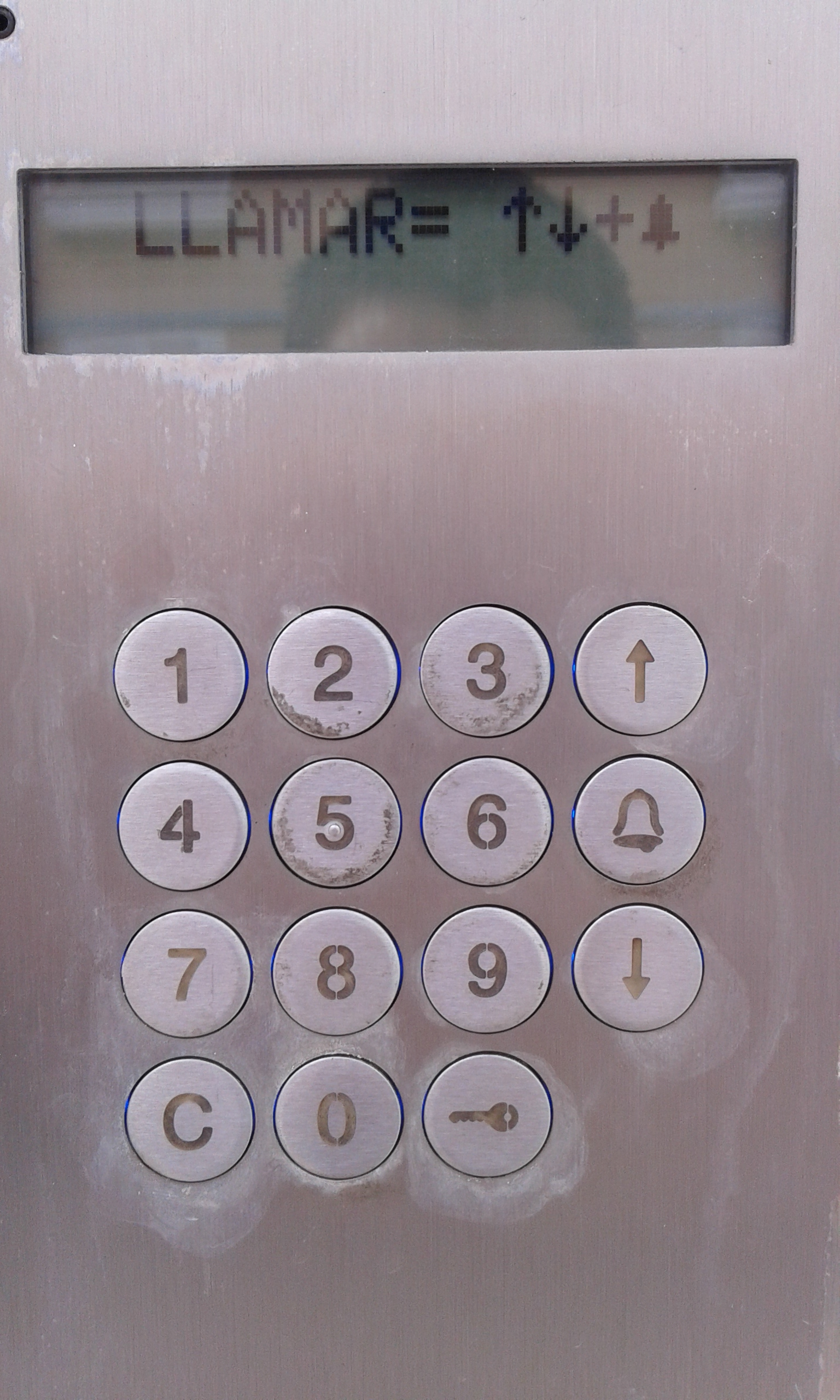
Un teclado de acceso situado junto a la puerta de una urbanización cerrada. Los elementos de seguridad como este son característicos de zonas residenciales con acceso restringido.

Debido a que las calles y parques son en la mayoría de los países bienes del Dominio Público de uso común, sería ilegal privar el uso de ellas al resto de los habitantes. Es por eso que en las urbanizaciones cerradas las calles y parques son propiedad de los propios habitantes. A pesar de esto, en países como México, Perú, Venezuela y otros de Latinoamérica grupos de vecinos privatizan «de facto» las calles y parques al colocar por propia cuenta controles de acceso. Esta actividad, aunque ilegal (o amparada en una interpretación marginal de la Ley, como en Chile), es tolerada por los gobiernos municipales ante la incapacidad para proveer seguridad.
Las urbanizaciones cerradas fueron desarrolladas para satisfacer el deseo de seguridad y prestigio de sus compradores. Los muros que la rodean, en muchos casos con cámaras de vigilancia, le dan a sus habitantes un sentido de seguridad, sea esta real o falsa.
Sociólogos han criticado la creación de este tipo de barrios al estilo de una fortaleza y lo comparan al mismo tiempo con las antiguas fortalezas medievales.

## Club de campo
Se considera un club de campo un tipo de urbanización cerrada, que consiste en  un complejo recreativo residencial que comprende una parte acondicionada para la construcción de viviendas, originalmente de uso transitorio, y otra parte equipada para la práctica de actividades deportivas, sociales o culturales.

## En la ficción
- En la novela de ciencia ficción ¡Hagan sitio!, ¡hagan sitio! de 1966 aparece una urbanización amurallada.
- En la novela Super-Cannes y Running Wild de J.G. Ballard se examina el fenómeno de las urbanizaciones cerradas. Este tipo de emplazamientos son una constante en las últimas novelas del autor británico.
- En la novela Snow Crash de Neal Stephenson aparecen ciudades y enclaves gobernados por grandes empresas y corporaciones.
- T. C. Boyle escribió The Tortilla Curtain, la cual se desarrolla en una urbanización cerrada de California.
- La novela y la película The Stepford Wives toma lugar en una urbanización cerrada idílica.
- La novela de Claudia Piñeiro Las viudas de los jueves que transcurre en un barrio cerrado fue el libro más vendido después de ganar el premio de Clarín en 2005.
- La película argentina Las viudas de los jueves basada en la novela comentada en el punto anterior.
- La película argentina Una semana solos dirigida por Celina Murga tiene como protagonista a un grupo de niños que viven una semana solos en su casa del barrio cerrado.
- La película mexicana La zona, dirigida por Rodrigo Plá, se desarrolla en una urbanización cerrada en la que se encuentra escondido un muchacho pobre que ha entrado a robar.
- Elysium (película)
- En Patito Feo, la novela gira en torno a un barrio privado.

## Literatura
- Cabrales Barajas, Luis Felipe (2002). Latinoamérica: países abiertos, ciudades cerradas. UNESCO/Universidad de Guadalajara. ISBN 970-27-0194-5